# Tchamutete
Tchamutete – miasto w Angoli, w prowincji Huíla.